# Танчич, Михай
Михай Танчич (венг. Táncsics Mihály; 21 апреля 1799, Ачтесер, Комаром-Эстергом — 28 июня 1884, Будапешт) — венгерский писатель, журналист и политик. Революционный демократ.

## Биография
Михай Танчич родился в семье крепостного, работал батраком, ткачом, учителем. Приверженец идей Великой французской революции, якобинцев, Максимилиана Робеспьера, французского утопического социализма, Танчич в своих работах «Народная книга» (1842), «Взгляды на свободу печати» (1844), «Глас народа — глас божий» (1848) выдвинул радикальную для того времени программу революционных преобразований, предусматривавшую освобождение крепостных крестьян без выкупа и ввод всеобщего избирательного права.
В 1847 году был арестован за революционные выступления. Освобождение Танчича из тюрьмы 15 марта 1848 года стало одним из важнейших событий в начале венгерской революции 1848—49 годов, а Танчич вместе с Шандором Петёфи и Палом Вашвари возглавил её радикальное крыло. В июне 1848 года Михай Танчич был избран в депутаты венгерского Государственного собрания. После поражения революции Танчича заочно приговорили к смертной казни, и он скрывался вплоть до общей амнистии, объявленной в 1857 году. В 1860 году за организацию демонстрации, посвящённой годовщине революции, Танчич был вновь арестован и заключён в тюрьму.
После освобождения из заключения в 1867 году сблизился с рабочим и социалистическим движением. В 1869 году вступил в первую социалистическую организацию рабочего класса в Венгрии — Всеобщий рабочий союз — и некоторое время возглавлял его.
Имя Михая Танчича носит одна из улиц в Буде, где на месте дома № 9 располагались казармы Иосифа, где содержали под арестом Танчича и других лидеров антигабсбургского восстания 1848—1849 годов.

## Сочинения
- «Мой жизненный путь»